# Rondonops xanthomystax
Rondonops xanthomystax — вид ящірок родини гімнофтальмових (Gymnophthalmidae). Ендемік Бразилії. Описаний у 2015 році.

## Поширення і екологія
Rondonops xanthomystax мешкають в бризьському штаті Амазонас і на південному заході штату Пара. Голотип походить з місцевості на західному березі річки Абакашис, в муніципалітеті Борба в штаті Амазонас.